# Rhopalicus zolae
Rhopalicus zolae är en stekelart som beskrevs av Grissell 1983. Rhopalicus zolae ingår i släktet Rhopalicus och familjen puppglanssteklar. Inga underarter finns listade i Catalogue of Life.